# Jan Ferdynand Nax
Jan Ferdynand Nax, född 1736 i Gdańsk, död 1810 i Warszawa, var en polsk nationalekonom, arkitekt, publicist och social reformator. Han utformade kanaler. Han planerade utbyggnaden av den polska ekonomin. Han var rådgivare åt kung Stanisław II August Poniatowski. Nax var en merkantilist.